# Liste der Mitglieder des Gothaer Landtags (1893–1896)
Diese Liste nennt die Mitglieder des Gothaer Landtags in seiner Wahlperiode 1893–1896.
| Wahlbezirk | Name                | Stand                   | Ort           | Anmerkung                       |
| ---------- | ------------------- | ----------------------- | ------------- | ------------------------------- |
| I          | Johannes Döbel      | Finanzrat, Bankdirektor | Gotha         | 1893, 1894                      |
| I          | Otto Zangemeister   | Senator                 | Gotha         | 1895                            |
| II         | Gustav Berlet       | Landgerichtspräsident   | Gotha         | Präsident                       |
| III        | Otto Liebetrau      | Oberbürgermeister       | Gotha         | 1. Schriftführer                |
| IV         | Carl Heller         | Rechtsanwalt            | Gotha         | 1896=„Erledigt“                 |
| V          | Rudolf Rötter       | Bürgermeister           | Ohrdruff      | 2. Schriftführer                |
| VI         | Wilhelm Bock        | Kaufmann                | Gotha         |                                 |
| VII        | Karl Grübel         | Kaufmann                | Gotha         |                                 |
| VIII       | Wilhelm Brand       | Landwirt                | Warza         |                                 |
| IX         | Hermann Rasch       | Landgerichtsrat         | Gotha         | Stellvertretender Präsident     |
| X          | Adolf Winter        | Kaufmann                | Gräfenroda    |                                 |
| XI         | Gustav Glaser       | Bürgermeister           | Tambach       | 1896=„Noch Erledigt“            |
| XII        | August Knauf        | Bürgermeister           | Friedrichroda |                                 |
| XIII       | Dr. Wilhelm Ritz    | Landrat                 | Waltershausen | Stellvertretender Schriftführer |
| XIV        | Valentin Beese      | Schultheiß              | Hörselgau     |                                 |
| XV         | August Fleischhauer | Landwirt                | Sonneborn     |                                 |
| XVI        | Lebrecht Schäfer    | Schultheiß              | Illeben       | 1893                            |
| XVI        | Andreas Troch       | Gutsbesitzer            | Uelleben      | ab 1894                         |
| XVII       | Carl Geßner         | Schultheiß              | Herbsleben    |                                 |
| XVIII      | August Herold       | Schultheiß              | Wechmar       |                                 |
| XIX        | August Crusius      | Schultheiß              | Holzhausen    |                                 |

Der ständige Ausschuss wurde aus Berlet, Fleischhauer, Döbel (1893, danach: Grübel), Liebetrau und Rasch gebildet.